# Landywood
Landywood – wieś w Anglii, w hrabstwie Staffordshire, w dystrykcie South Staffordshire. Leży 19 km na południe od miasta Stafford i 182 km na północny zachód od Londynu.